# Vespasia Polla
Vespasia Polla, nota anche come Vespasia Pollio (fl. I secolo), è stata la madre dell'imperatore romano Vespasiano, nonna degli imperatori Tito e Domiziano.

## Biografia
Polla proveniva da una ricca famiglia dell'ordine equestre di Norcia, la gens Vespasia. Svetonio afferma che suo padre: 
(Svetonio, Vita di Vespasiano 1.)
Vespasia Polla sposò un esattore delle tasse, Tito Flavio Sabino appartenente anch'esso ad una ricca famiglia equestre dell'alta Sabina, dal quale ebbe due figli, Tito Flavio Sabino e l'imperatore Tito Flavio Vespasiano. Dopo la morte del marito, Vespasia non si risposò mai più.

Il figlio Sabino ottenne subito la carica di tribuno laticlavio, mentre Vespasiano rimandava la scelta. Sempre Svetonio afferma che: 
(Svetonio, Vita di Vespasiano 2.)